# Kōta Miura
Kōta Miura (三浦 孝太 Miura Kōta?,  Tokio, Japón, 14 de abril de 1984) es un actor japonés. Miura es hijo del actor Kōichi Miura y la idol, Alice Jun. Su hermano menor, Ryōsuke, también es actor. Miura es 3/4 japonés y un 1/4 neozelandés; su abuelo materno era un soldado neozelandés que se estableció en Japón tras la Segunda Guerra Mundial. Se graduó del curso de inglés de la Escuela Secundaria Internacional de Kanto. 

## Filmografía

### Televisión
- Doyō Jidaigeki (2010) como Shoichiro Ibitsu
- Gunshi Kanbei (2014) como Mōri Terumoto
- Senryokugai Sosakan (2014) como Profesor Sudo

### Web drama
- Kamen Rider Amazons (2017) como Takeshi Kurosaki

### Teatro
- Abbey (2007)
- California Monogatari (2008)
- The Dishwashers (2008)
- Yagyū Jūbei (2008)
- Kuramatengu (2008)
- Fushigi No Kuni No Arisu no matchyuri (2008)
- The Family (2008)
- Diddy - Dirty Money (2009)
- Abbey (2007)
- Abbey (2007)